# ワン・オン・ワン (チープ・トリックのアルバム)
『ワン・オン・ワン』（One on One）は、チープ・トリックが1982年に発表した6作目のスタジオ・アルバム。バンド初のメンバー・チェンジを経て制作された。

## 背景
オリジナル・ベーシストのトム・ピーターソンのライヴ不参加（その後正式に脱退）に伴い、バンドはピーター・コミタを代役に迎えた。コミタは1981年のシングル曲「リーチ・アウト」をロバート・ジェイムズと共作するが、本作のレコーディングには参加せず、ジョン・ブラントが正式メンバーとして加入した。ただし、本作のベース・パートの大部分はリック・ニールセンによる。なお、本作のためのセッションでは、コミタがソングライティングに関与した曲「フール・ユアセルフ」のデモ録音も行われたが、正式なレコーディングには至らなかった。
クイーン、カーズ、ジャーニー等の作品を手掛けてきたロイ・トーマス・ベイカーがプロデューサーに起用された。ただし、ドラマーのバン・E・カルロスが2012年のインタビューで語ったところによれば、バンドはベイカーの音作りに不満があり、それが次作『ネクスト・ポジション・プリーズ』（1983年）におけるトッド・ラングレンの起用につながったという。

## 反響・評価
アメリカのBillboard 200では39位に達し、EPを含めれば自身5作目の全米トップ40アルバムとなった。本作からのシングルは、「永遠のラヴ・ソング」が全米45位、「シーズ・タイト」が全米65位を記録した。また、「サタデー・アット・ミッドナイト」は、2種類のリミックス・ヴァージョンを収録した12インチ・シングルもリリースされ、1983年に『ビルボード』のダンス・ミュージック/クラブ・プレイ・シングル・チャートで45位を記録した。
日本のオリコンLPチャートでは77位に終わり、『蒼ざめたハイウェイ』（1977年）以降のアルバムとしては初めてトップ40入りを逃した。イギリスでは本作が1982年6月5日付の全英アルバムチャートで95位となり、シングル「永遠のラヴ・ソング」は1982年8月8日付の全英シングルチャートで57位に達した。
Stephen Thomas Erlewineはオールミュージックにおいて5点満点中3点を付け「パワー・バラードの"If You Want My Love"と淫らなロック・ナンバー"She's Tight"の2曲は良いシングル曲だが、どちらも彼らの古いスタンダード曲には及ばない」「ソングライティングには無理があり堅苦しく、想像力にも引っかかりにも欠ける」と評している。また、クリストファー・コネリーは1982年7月8日付の『ローリング・ストーン』誌において5点満点中3点を付け、アルバム全体に関して「ギタリスト兼ソングライターのリック・ニールセンは、なおもAC/DC的な路線に固執し続けているが、望みは残されている」、「永遠のラヴ・ソング」に関して「チープ・トリックのスローな曲としては"Take Me I'm Yours"以来の傑作で、ヘヴィメタルが世界を席巻しているご時世において売れ線を狙うことをやめれば、バンドには可能性があることを示した好例である」と評している。

## 収録曲
特記なき楽曲はリック・ニールセン作。
1. アイ・ウォント・ユー - "I Want You" - 3:01
2. ワン・オン・ワン - "One on One" - 3:05
3. 永遠のラヴ・ソング - "If You Want My Love" - 3:37
4. ウー・ラ・ラ・ラ - "Oo La La La" (Rick Nielsen, Robin Zander) - 3:14
5. ルッキン・アウト・フォー・ナンバー・ワン - "Lookin' Out for Number One" - 3:45
6. シーズ・タイト - "She's Tight" - 2:58
7. タイム・イズ・ラニン - "Time Is Runnin'" - 2:20
8. サタデー・アット・ミッドナイト - "Saturday at Midnight" (R. Nielsen, R. Zander) - 2:58
9. ホールド・オン・ミー - "Love's Got a Hold on Me" (R. Nielsen, R. Zander, Bun E. Carlos) - 2:35
10. アイ・ウォント・ビー・マン - "I Want Be Man" - 3:19
11. フォー・レター・ワード - "Four Letter Word" (R. Nielsen, R. Zander) - 3:39

## 参加ミュージシャン
- ロビン・ザンダー - ボーカル、リズムギター
- リック・ニールセン - ギター、ベース、キーボード
- ジョン・ブラント - ベース
- バン・E・カルロス - ドラムス、パーカッション